# Korespondenční hlasování

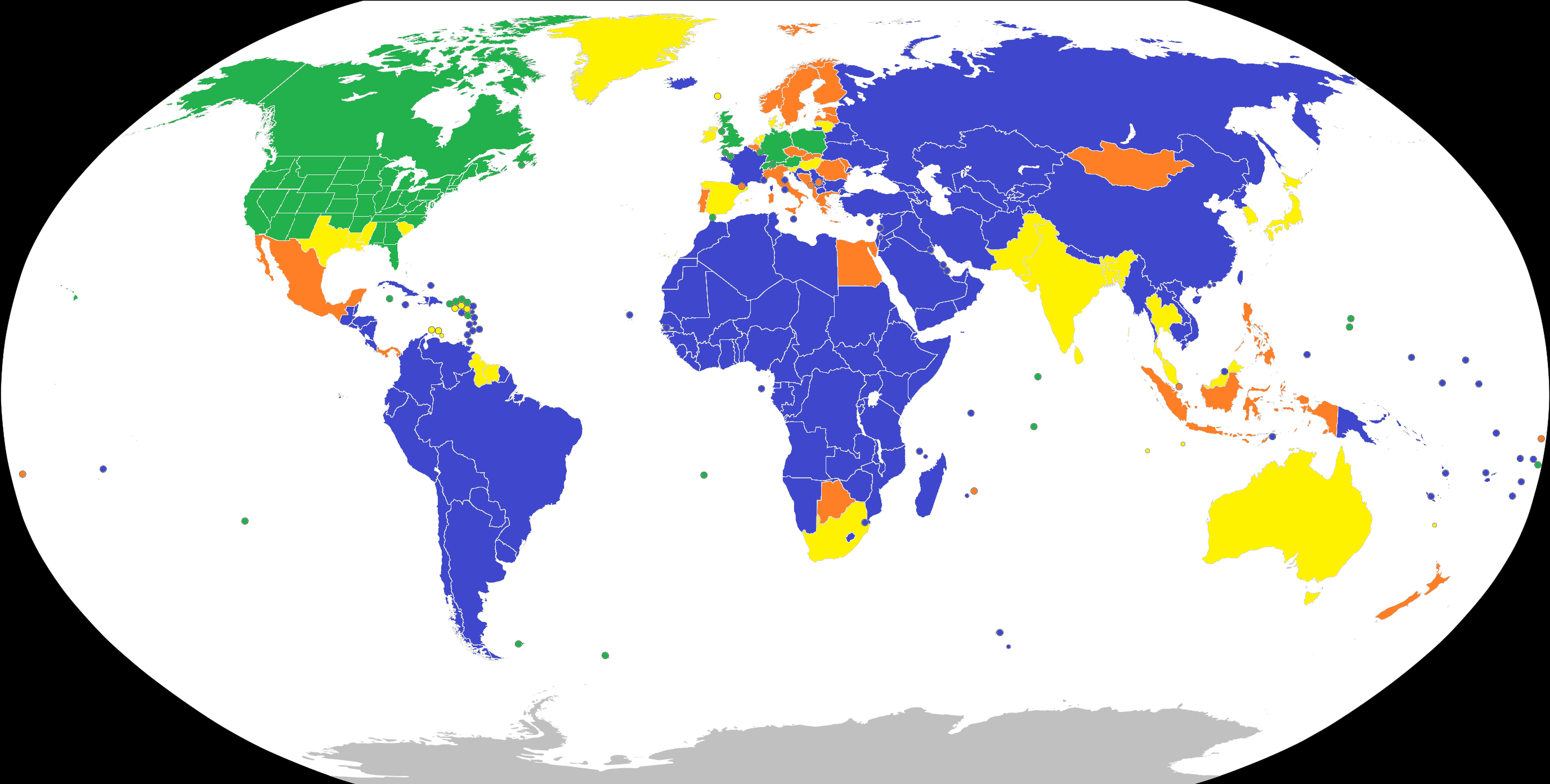
Korespondenční volba:
není zavedena
dostupná pro voliče žijící v zahraničí
dostupná pro voliče žijící v zahraničí a některé voliče v domovské zemi
dostupná pro všechny voliče

Korespondenční hlasování (také korespondenční volba) je způsob hlasování při volbách, při kterém jsou voliči hlasovací lístky zaslány poštou a volič následně hlasuje zasláním vyplněného lístku, nikoliv tedy ve volební místnosti.
Konkrétní nastavení volby se liší dle jednotlivých států i jednotlivých voleb. Někde je dostupné všem voličům bez výjimky, někde jen některým skupinám voličů, typicky např. voličům žijícím v zahraničí nebo voličům, kteří nejsou schopni ze zdravotních důvodů dostavit se do volební místnosti. Někde jsou lístky zasílány na vyžádání, někdy pak všem voličům.
Tento způsob hlasování je rozšířen zejména v Evropě a Severní Americe.

## V Evropě
V rámci Evropské unie není žádná z forem korespondenční volby dostupná pouze v Chorvatsku, Francii a na Maltě (ve Francii je však pro všechny voliče dostupná volba přes internet).

### Korespondenční volba v Česku
V České republice byla v minulosti opakovaně navrhována. Další návrh novely zákona předložila vláda Petra Fialy v roce 2023. Jeho projednávání v Poslanecké sněmovně začalo v lednu 2024. Novela prošla legislativním procesem včetně podpisu prezidenta dne 28. srpna 2024. První volby u kterých bude možné hlasovat korespondenčně jsou volby do Poslanecké sněmovny 2025.
Novela umožňuje volbu všem občanům České republiky, kteří žijí nebo se dlouhodobě zdržují v zahraničí. Voliči budou hlasovací lístky zasílat příslušnému zastupitelskému úřadu, kde proběhne jejich sčítání spolu s hlasy voličů, kteří hlasují na úřadě osobně. Výsledky z volebních okrsků v zahraničí jsou pak v případě prezidentských a evropských voleb přičteny k celostátnímu volebnímu obvodu a v případě voleb do Poslanecké sněmovny poté rozděleny podle čtyř oblastí světa (Západní Evropa, Ostatní Evropa, Amerika a Ostatní svět), které jsou pomocí losování náhodně přiřazeny každá k jednomu ze čtyř největších krajských volebních obvodů.
Korespondenční hlasování je možné ve volbách do Poslanecké sněmovny, v prezidentských volbách a ve volbách do Evropského parlamentu.

### Korespondenční volba na Slovensku
Na Slovensku byl zákon umožňující korespondenční hlasování schválen v roce 2004. Poprvé byl použit v parlamentních volbách 2006. V roce 2006 však korespondenční hlasování využilo pouze 543 osob. Pří parlamentních volbách 2023 již pak korespondenčně hlasovalo 58 779 voličů.
Korespondenční hlasování je na Slovensku možné pouze při volbách do Národní rady a při referendu. V případě takového hlasování jsou voliči v zahraničí zařazeni do speciálních okrsků.